# 바다색
바다색은 파랑 계열의 색상으로 차갑고 시원한 느낌을 준다. 교육인적자원부가 제정한 교육용 20색상환의 하나이다.
청록색과 파란색 사이에 있으며 색상환에서의 바다색은 선명하고 진한 하늘색이 섞인 파란색을 띤다. 바다색은 청록과 파랑을 섞은 색으로 색상기호 gB, 명도 5, 채도 6이다. 한색(寒色)인 청록과 파랑이 섞여 시원하고 차가운 느낌을 준다.

## 문화
- 인천국제공항철도의 고유색이기도 하다.